# فيكتوريا ماكلاود
فيكتوريا ماكلاود (بالإنجليزية: Victoria McCloud)‏ هي قاضية بريطانية، ولدت في 13 أكتوبر 1969.